# 2000年夏季奥林匹克运动会游泳比赛—女子400米混合泳
2000年夏季奥林匹克运动会女子400米混合泳比赛的决赛于2000年9月16日在澳大利亚悉尼举行。最终，乌克兰游泳运动员亞娜·克洛科娃获得了此项比赛的冠军。

## 成绩
| 名次 | 运动员                          | 成绩    |
| ---- | ------------------------------- | ------- |
|      | 亞娜·克洛科娃（乌克兰）         | 4:33.59 |
|      | 田岛宁子（日本）                | 4:35.96 |
|      | 比阿特丽斯·克什拉鲁（罗马尼亚） | 4:37.18 |